# Ragnarok Odyssey
Ragnarok Odyssey  (jap. Originaltitel: ラグナロクオデッセイ Ragunaroku Odessei) ist ein Action-Rollenspiel des japanischen Entwicklerstudios Game Arts. Es basiert auf der Spielwelt Ragnarok Online, einem MMORPG  des Publishers GungHo Online Entertainment mit Elementen aus der nordischen Mythologie. Der Titel erschien 2012 für die tragbare Spielkonsole PlayStation Vita, eine überarbeitete und erweiterte Fassung kam 2013 unter dem Titel Ragnarok Odyssey Ace (jap.: ラグナロク オデッセイ エース) für PlayStation 3 und PlayStation Vita auf den Markt.

## Beschreibung
Ragnarok Odyssey gehörte zu den ersten Titeln, die die Lücke zu füllen versuchten, die durch die Abwanderung von Capcoms Spielereihe Monster Hunter auf Nintendos Konsolen entstanden war. Das Spielprinzip orientiert sich daher erkennbar an diesen Titeln. Ragnarok Odyssey kann sowohl allein als auch mit bis zu drei menschlichen Mitspielern kooperativ gespielt werden. Der Spieler erschafft sich zu Beginn eine wahlweise männlich oder weibliche Spielfigur, für die er aus sechs Klassen wählen kann (Assassine, Kleriker, Jäger, Magier, Kämpfer, Hammer Smith). Als Mitglied einer Söldnergruppe ist es die Aufgabe, das eigene Dorf vor gegnerischen Kreaturen zu beschützen. Das geschieht in Form von Aufträgen, die der Spieler annimmt und ihn in die Spielwelt hinausführen. Die in Echtzeit geführten, actionorientierten Kämpfe versorgen die Spielfigur mit Materialien, die nach der Rückkehr von der Mission in Form eines Craftingsystems in neue Ausrüstungsgegenstände umgewandelt werden können. Die Belohnung mit entsprechenden Materialien und die Verbesserung der eigenen Ausrüstung ist einer der Hauptanreize des Spielsystems. Statt eines rollenspiel-üblichen Levelsystems werden die Spielfiguren neben der Ausrüstung über ein Kartensystem verbessert. Karten können in Shops erworben oder als Beute von Gegnern gefunden werden. Sie können mit der Rüstung und Kleidungsstücken verbunden werden und erhöhen dann die Statistikwerte der Figuren oder geben klassenspezifische Fähigkeiten.
Die Entwicklung des Spiels wurde von Game Arts im September 2011 über das japanische Spielemagazin Famitsu bekannt gegeben. Der Soundtrack wurde von der japanischen Komponistin Kumi Tanioka geschrieben. Als Veröffentlichungsdatum für den japanischen Heimatmarkt wurde der 2. Februar 2012 festgelegt. Erstkäufer erhielten drei Spielgegenstände für Ragnarok Online und ein spezielles Ninja-Kleidungsstück für die eigene Figur in Ragnarok Odyssey. Im Oktober 2012 erschien der Titel in den USA.
Die erweiterte Fassung Ragnarok Odyssey Ace wurde im April 2013 für PlayStation Vita und PlayStation 3 angekündigt. Sie integrierte die bisherigen Downloadinhalte des Spiels von Beginn an und erweiterte sie um neue Spielmechaniken sowie zusätzliche Waffen, Begleiter, Monster und den neuen Schauplatz des Tower of Yggdrasil. Komponist Nobuo Uematsu steuerte außerdem ein neues Musikstück bei. Durch die Crossplay-Funktion dieser Version können Besitzer einer PlayStation 3 und Vita gemeinsam im Koop spielen. Zunächst angekündigt für den 11. Juli 2013 wurde die Vita-Fassung auf den 29. August verschoben. Die PS3-Fassung erschien erst im Juli 2014. Für den US-Markt wurde die Veröffentlichung zum 1. April 2014 angekündigt.

## Rezeption
Das Spiel erhielt gemischte Kritiken.

„Gelungenes Jäger- und Sammler-Abenteuer im Stil von ‚Monster Hunter‘ mit flüssig-flexiblem Kampfsystem.“

Die ursprüngliche Vita-Fassung stieg in der ersten Verkaufswoche im Februar 2012 mit 33.496 verkauften Exemplaren auf Platz 4 der japanischen Gesamtverkaufscharts ein. Mit 8.117 weiteren verkauften Einheiten rangierte es in der Folgewoche noch auf Platz 9. Im Juli 2012 gab GungHo die Gesamtverkaufszahlen physisch und digital mit über 100.000  Einheiten an.
Die Ace-Fassung stieg in der Vita-Version im August 2013 mit 31.622 Einheiten auf Platz 3 der Gesamtverkaufscharts ein. Dort konnte es sich zwei weitere Wochen lang mit Platz 11 bzw. Platz 15 halten.